# 鎧の袖

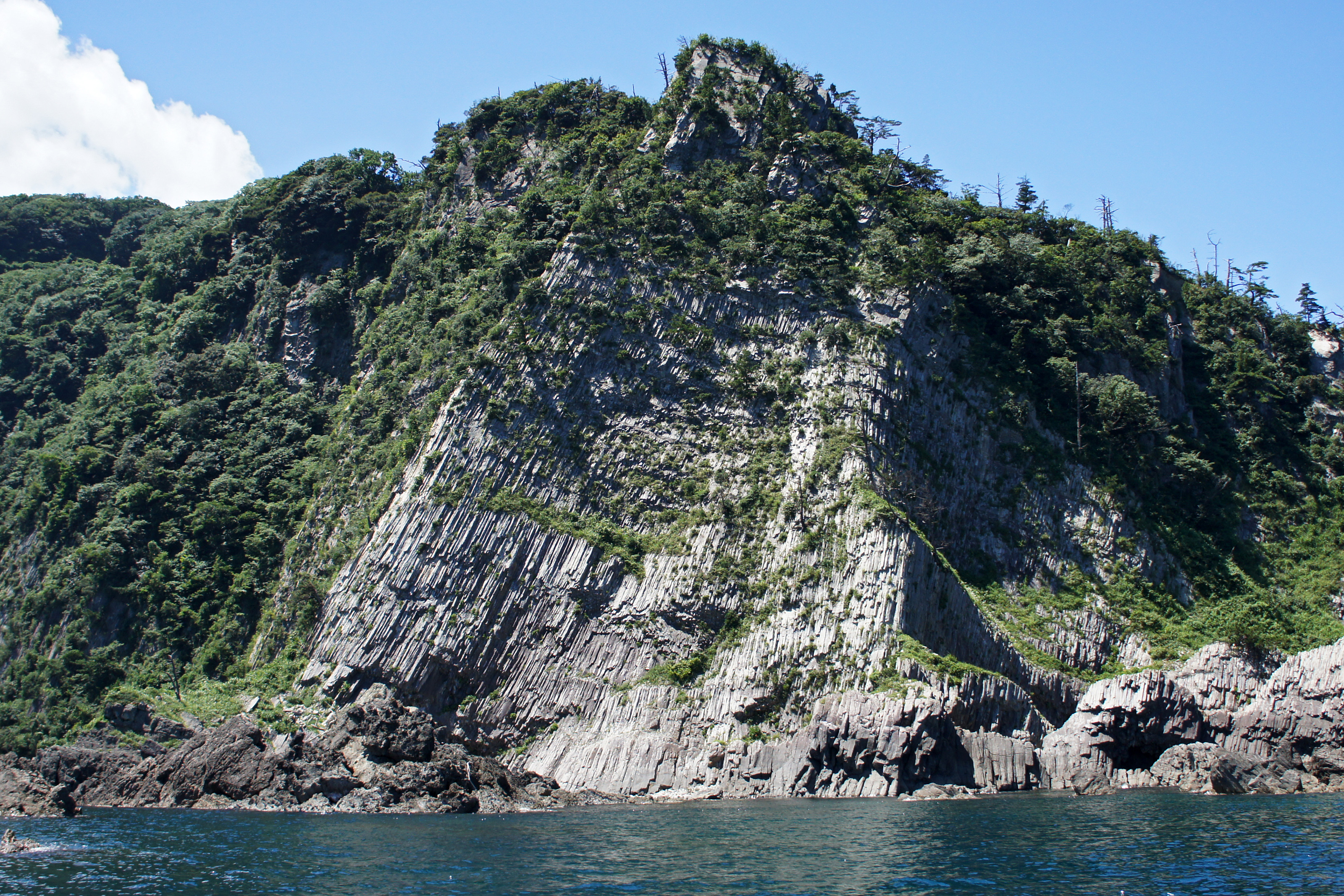
正面

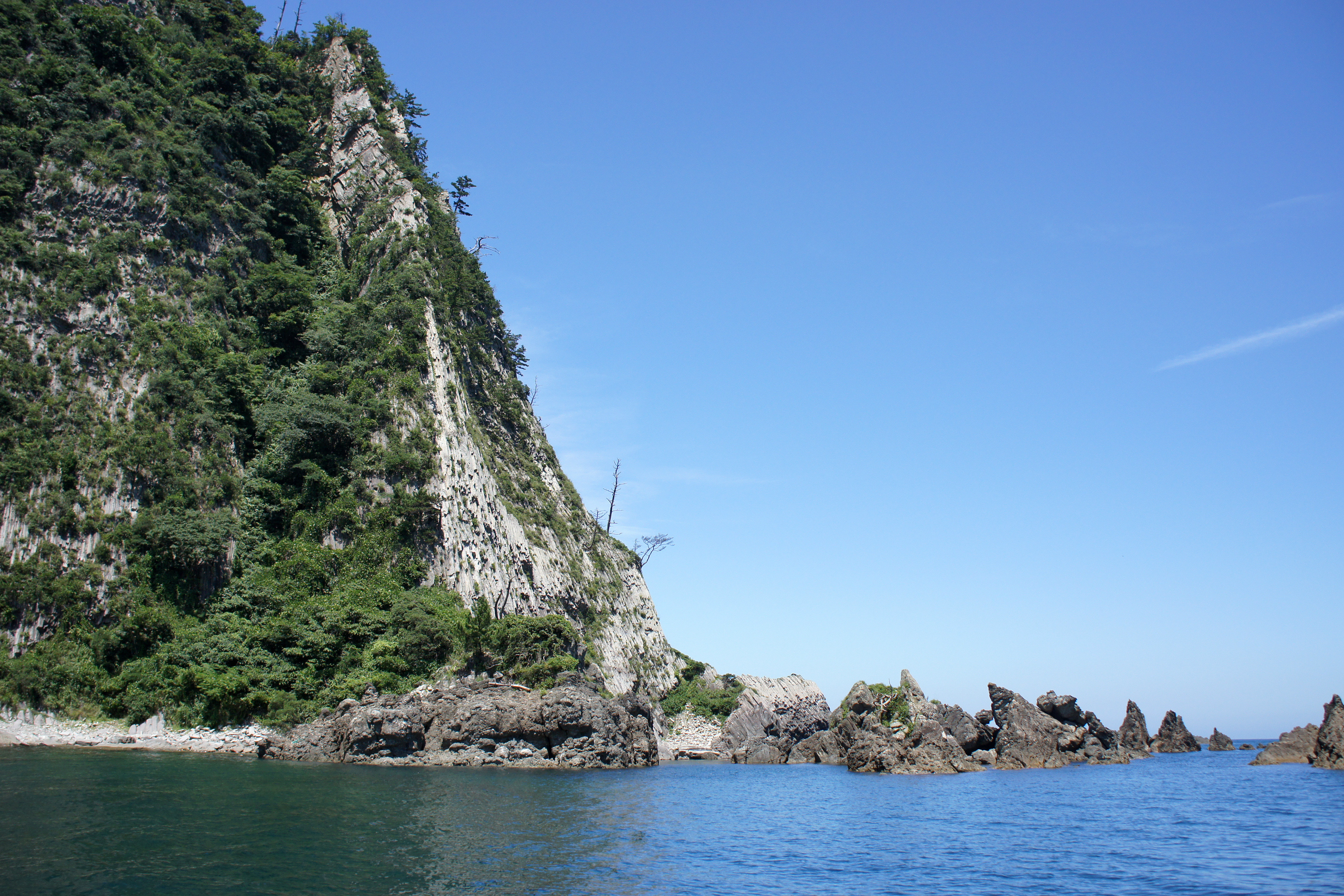
側面、傾斜角70度

鎧の袖（よろいのそで）は兵庫県香美町の香住海岸にある柱状節理と板状節理の断崖。山陰海岸国立公園および山陰海岸ジオパークに属する。国の天然記念物。

## 概要
香住海岸の東部に位置し、高さ65メートル、長さ200メートル、傾斜角70度で海面から切り立つ大海食崖である。
約1,000万-300万年前の火山活動によって形成されたとされ、流紋岩質デイサイトと凝灰岩の柱状節理および板状節理を横切りして生じた15の平行裂罅が走る形状が武士の鎧の草摺りを彷彿させることから名付けられたとされる。1938年（昭和13年）5月30日、指定名称鎧袖（よろいのそで）として国の天然記念物に指定された。
周辺は、西の崖にクジャク洞門、前面の海上に同じ柱状節理と板状節理の鷹の巣島（インディアン島）、蜂の巣島など、無数の奇岩、洞門が連なる。
　

## 所在地
兵庫県美方郡香美町香住区鎧

## 交通アクセス
- 山陰本線 香住駅から徒歩20分、または香住駅から全但バスで「一日市」下車、徒歩すぐの香住漁港・東港香住港から遊覧船かすみ丸